# Баклан галапагоський
Баклан галапагоський (Nannopterum harrisi) — вид бакланів, ендемік Галапагоських островів. Єдиний вид бакланів, що втратив можливість літати. Причиною такої мутації вважається зміна функцій білків, що регулюють ріст та роботу цилій (війок — важливих клітинних органел).

## Таксономія
Раніше вид відносили до родів Nannopterum або Compsohalieus, хоча зараз входить до роду бакланів — Phalacrocorax.

## Поширення
Ендемік Галапагоських островів. Гніздиться на острові Фернандіна і на північному та західному узбережжі острова Ісабела.

## Чисельність
У 2013 році чисельність виду становила 2080 особин.